# Gyrophaena gilvicollis
Gyrophaena gilvicollis är en skalbaggsart som beskrevs av Thomas Casey 1906. Gyrophaena gilvicollis ingår i släktet Gyrophaena och familjen kortvingar. Inga underarter finns listade i Catalogue of Life.